# Bob Shaw
Robert "Bob" Shaw (n. 31 decembrie 1931, Belfast – d. 11 februarie 1996, Warrington, Anglia) a fost un scriitor de science fiction din Irlanda de Nord. A câștigat Hugo Award for Best Fan Writer în 1979 și 1980. Povestirea sa scurtă  „Light of Other Days” a fost nominalizată la Premiul Hugo în 1967, la fel și romanul său The Ragged Astronauts în 1987. The Ragged Astronauts (Astronauții zdrențăroși) a câștigat Premiul BSFA pentru cel mai bun roman în 1987.

## Scrieri
- Night Walk (1967)
- The Two-Timers (1968). New York: Ace Books
- The Palace of Eternity (1969). New York: Ace Pub. Corp.
- The Shadow of Heaven (1969). New York: Avon
- One Million Tomorrows (1970). New York: Ace Books
- Ground Zero Man (1971). New York: Avon Books - ediție revizuită publicată ca The Peace Machine (1985). Londra: Gollancz
- Other Days, Other Eyes (1972). New York: Ace Books
- Tomorrow Lies in Ambush (1973). Londra: Gollancz
- The Orbitsville trilogy
  - Orbitsville (1975). Londra: Gollancz.
  - Orbitsville Departure (1983). New York: Daw Books
  - Orbitsville Judgement (1990). Londra: Gollancz
- A Wreath of Stars (1976). Londra: Gollancz
- Cosmic Kaleidoscope (1976). Londra: Gollancz
- Cosmic Kaleidoscope (1977). New York: Doubleday
- Medusa's Children (1977). New York: Doubleday
- The Warren Peace saga
  - Who Goes Here? (1977). Londra: Gollancz. – reeditare în 1988 cu povestirea The Giaconda Caper
  - Warren Peace (1993). Londra: Gollancz. – reeditare în 1994 cu titlul Dimensions
- Ship of Strangers (1978). Londra: Gollancz
- Vertigo (1978). Londra: Gollancz – reeditare în 1991 cu titlul Terminal Velocity
- Dagger of the Mind (1979). Londra: Gollancz
- The Ceres Solution (1981). Londra: Granada
- Galactic Tours (1981, co-autor David A. Hardy)
- Courageous New Planet (1981). Birmingham Science Fiction Group
- A Better Mantrap (1982). Londra: Gollancz
- Fire Pattern (1984). Londra: Gollancz
- Messages Found in an Oxygen Bottle (1986). Cambridge, Mass.: Nesfa. Legată împreună cu Between Two Worlds de Terry Carr
- Trilogia Land and Overland
  - The Ragged Astronauts (Astronauții zdrențăroși, 1986). Londra: Gollancz
  - The Wooden Spaceships (1988). Londra: Gollancz
  - The Fugitive Worlds (1989). Londra: Gollancz
- Killer Planet (1989). Londra: Gollancz
- Dark Night in Toyland (1989). Londra: Gollancz
- Overload (1995)

### Nonfiction
- The Best of the Bushel (1979)
- The Eastercon Speeches (1979)
- How to Write Science Fiction (1993)
- A Load of Old BoSh (1995) (conține The Eastercon Speeches)

### Selecție de povestiri scurte
- „Light of Other Days” (1966)
- „Skirmish on a Summer Morning” (1976)
- „Unreasonable Facsimile” (1974)
- „A Full Member of the Club” (1974)
- „The Silent Partners” (1959)
- „The Element of Chance” (1969)
- „The Gioconda Caper” (1976)
- „An Uncomic Book Horror Story” (1975)
- „Deflation 2001” (1972)
- „Waltz of the Bodysnatchers” (1976)
- „A Little Night Flying” („Dark Icarus”) (1975)

## Vezi și
- Walt Willis